# Шидловський Олександр Георгійович
Шидловський Олександр Георгійович (1 лютого 1941) — радянський ватерполіст.
Олімпійський чемпіон 1972 року.
Срібний призер Олімпійських ігор 1968 року.